# Seewener See

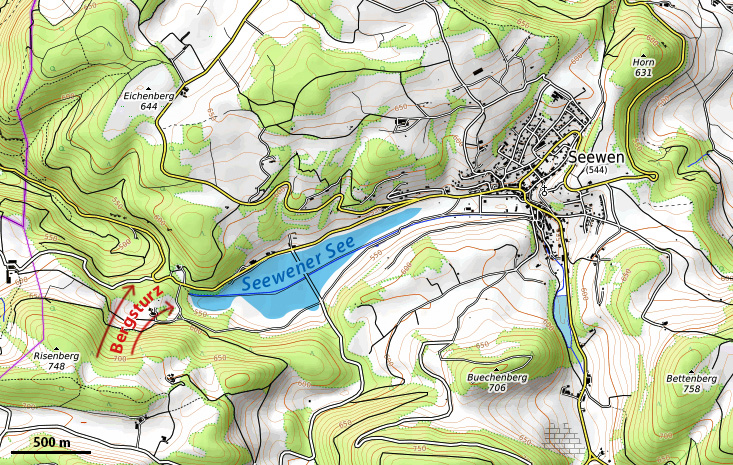
Ungefähre Ausdehnung des Seewener Sees.

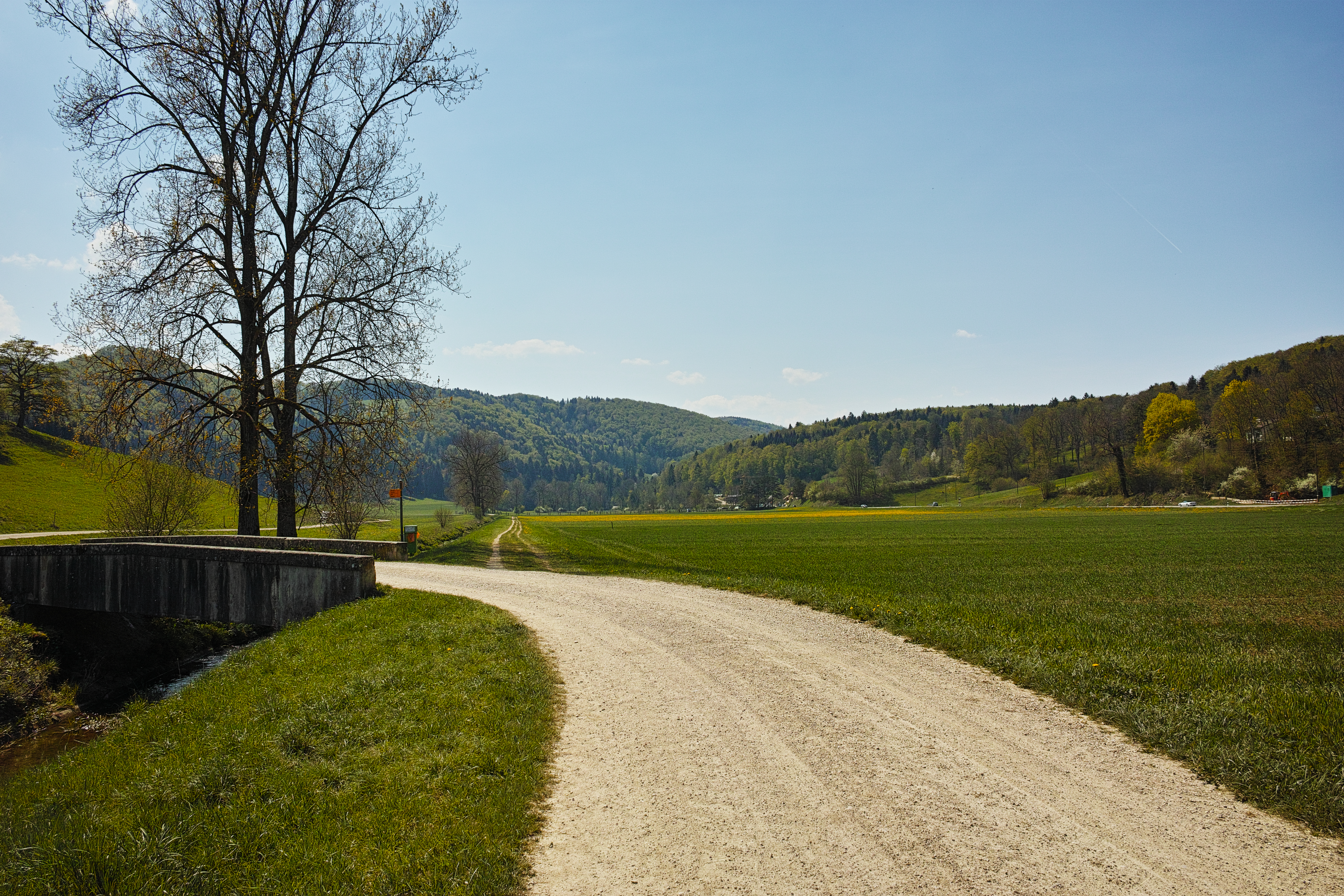
Das Gebiet des Seewener Sees.

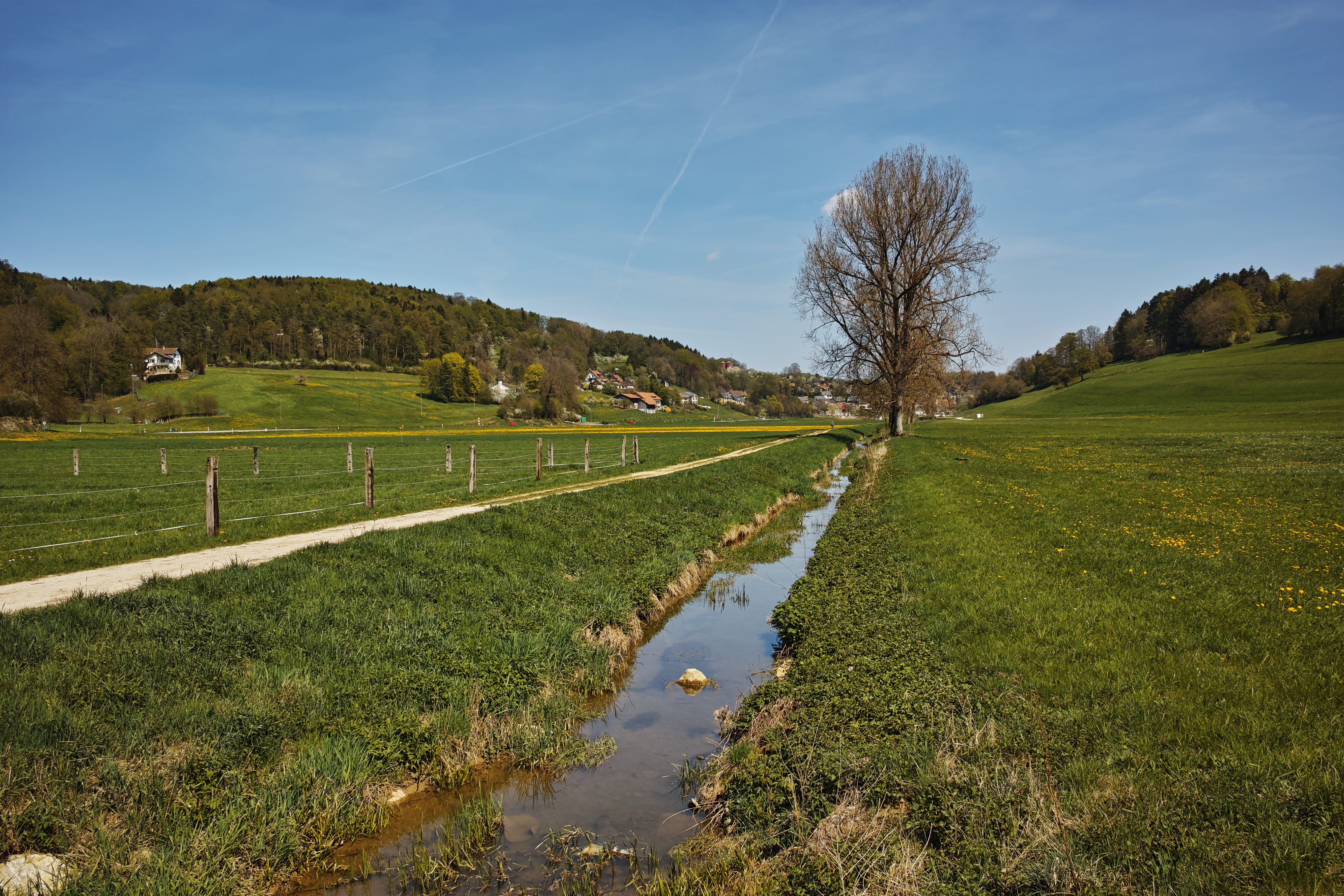
Der Seebach im ehemaligen Seewener See, Blick Richtung Dorf.

Der Seewener See (in der lokalen Mundart Seebnersee genannt) war ein See in der Gemeinde Seewen im Schweizer Kanton Solothurn, der im späten 16. Jahrhundert trockengelegt wurde.

## Geschichte
Der See entstand vor etwa 8000 Jahren infolge eines Bergsturzes, der den Seebach (Seewener Dorfbach) dahinter zu einem See stauen liess. In Regenzeiten erreichte der See eine Länge von bis zu zwei Kilometern und eine Tiefe von etwa zehn Metern; in trockenen Perioden soll der See sich allerdings rasch verkleinert haben, bedingt durch das lockere Gestein, durch welches das Wasser abfliessen konnte. Die Gründung der 1147 erstmals urkundlich erwähnten Siedlung Seewen geht vermutlich auf die Nähe zum See zurück; der Name «Seewen» (von althochdeutsch sewin, «bei den Seen») bezieht sich ebenfalls auf diese Lage.
Im 15. Jahrhundert gab es erste Bestrebungen der Dorfbewohner, den See abzugraben, um die grossen Mückenplagen im Sommer loszuwerden. 1589 liess der Wegmeister Konrad Strub von Hauenstein einen 200 Meter langen Stollen durch die Bergsturzmassen errichten, durch den der Seebach vollständig abfliessen konnte. Der Eingang des Stollens lag allerdings zu hoch, sodass der See zu einem Sumpfgebiet verlandete. Erst 1917 wurde in Seewen eine Flurgenossenschaft gegründet, welche die Drainage des Seebodens von 1919 bis 1923 durchführte, um den Landbesitzern, die im See Land besassen, wertvolles Kulturland zu verschaffen. 
In jüngerer Zeit gab es mehrere Bestrebungen, den See zu revitalisieren. 2003 legte die Universität Basel eine Machbarkeitsstudie vor, gemäss der das Auffüllen des historischen Seegebiets weniger als zwei Monate dauern würde. Im selben Jahr sprachen sich 67 Prozent der Seewener Bevölkerung für die Revitalisierung aus. 2012 lancierte der regionale Tourismusverband Schwarzbubenland Tourismus in Zusammenarbeit mit dem Forum Regio Plus das Projekt neu; Ziel ist, den See nach seinem Wiederaufstauen zu einem Naturschutz- und Naherholungsgebiet und somit touristisch nutzbar zu machen. Unterstützung erhielt das Projekt vom Basler Ruder-Club, der den See für Ruderregatten (analog zum Luzerner Rotsee) nutzen möchte, sowie vom Geographen und damaligen Seewener Gemeindepräsidenten Philippe Weber (FDP), der die Revitalisierung in seinem Gemeindekonzept «Vision 2015» als prioritär einstufte. Skeptischer geäussert hatte sich 2016 der Seewener SP-Kantonsrat und Landwirt Simon Esslinger (seit 2017 Gemeindepräsident), der sowohl den wirtschaftlichen Nutzen des Projekts anzweifelte als auch potentielle ökologische Probleme durch steigende Touristenzahlen ansprach.